# سیارک ۸۴۲۰۰
سیارک ۸۴۲۰۰ (به انگلیسی: 84200 Robertmoore، نامگذاری:2002RM122) هشتاد و چهار هزار و دویستمین سیارک کشف شده‌است که در ۸ سپتامبر ۲۰۰۲ کشف شد.